# Institut hydrométéorologique tchèque
Český hydrometeorologický ústav
L'Institut hydrométéorologique tchèque, en tchèque : Český hydrometeorologický ústav (ČHMÚ), est l'agence de la République tchèque qui s'occupe de la qualité de l'air, de la météorologie, de la climatologie et de l'hydrologie . Il s'agit d'une organisation créée par du ministère de l'Environnement de la République tchèque dont le siège social et les lieux de travail centralisés, y compris le traitement des données, les télécommunications et les services techniques, sont situés sur le campus de l'Institut à Prague .

## Histoire
L'Institut national de météorologie a été créé en 1919, peu après la création de la Tchécoslovaquie à la fin de la Première Guerre mondiale. Le 1er janvier 1954, l'Institut national de météorologie a été fusionné avec le service d'hydrologie, donnant ainsi naissance à l'Institut hydrométéorologique tchèque. En 1967, un troisième domaine a été intégré à l'institut : la protection de la qualité de l'air, en réponse à l'importance croissante de la protection de l'environnement
</references>.
Après la proclamation de la fédération, le service a été divisée en instituts hydrométéorologiques avec sièges à Prague et Bratislava en 1969, qui ont ensuite été rebaptisés Institut hydrométéorologique tchèque (ČHMÚ) et Institut hydrométéorologique slovaque (SHMÚ) après la dissolution de la Tchécoslovaquie en 1992. Les statuts du ČHMÚ ont été modifiés en 1994 et en 1995 par le ministère de l'Environnement de la République tchèque.

## Structure

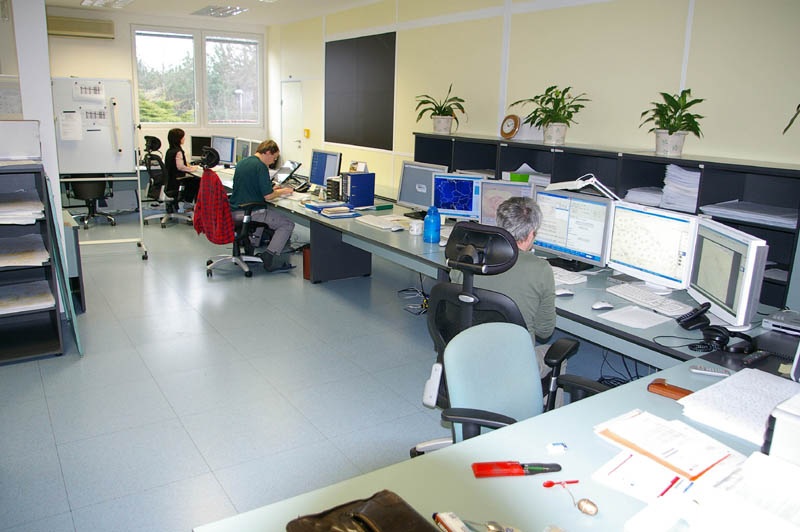
Météorologues au ČHMÚ.

Le ČHMÚ est composé de trois sections spécialisées (section météorologie et climatologie, section hydrologie et section qualité de l'air ) avec deux sections de soutien (finances et administration ainsi que technologies de l'information), et enfin, la section direction.
En plus du bureau central de Prague dans le quartier de Komořany, le ČHMÚ dispose de bureaux régionaux  dans six autres villes tchèques, toutes les sections ne sont pas représentées dans ceux-ci. Ces autres bureaux se trouvent à Brno, Ostrava, Plzeň, Ústí nad Labem, Hradec Králové et České Budějovice .

### Instrumentation
L'institut opère 2 radars météorologiques, le premier situé dans les monts Brdy, Bohême-Centrale, et le second nommé Skalky près de Protivanov, à la limite entre la Moravie-du-Sud et la région d'Olomouc,.
Entre 1979 et 2000, l'Institut a utilisé un radar météorologique installé à Kamýk en banlieue de Prague pour l'observation des précipitations et des nuages. À cause des blocages par les bâtiments environnants, apparus avec l'expansion de la ville, il a été remplacé par le radar météorologique de Brdy (cz), construit en 2000, à environ 80 km au sud-ouest de Prague.

### Modélisation de la dispersion de la pollution atmosphérique
La division Qualité de l'air comprend sept départements :
- Système d'information sur la qualité de l'air
- Émissions et sources
- Pool de modélisation et d'expertise
- Système national d'inventaire
- Surveillance de la qualité de l'air
- Laboratoire central de la qualité de l'air
- Laboratoire d'étalonnage

Les activités du département Modélisation et Expertise sont axées sur : le développement de modèles de dispersion de la pollution atmosphérique ; l'application de ces modèles à la préparation de rapports et d'avis d'experts ; les prévisions de contrôle de la qualité de l'air ; le traitement des informations opérationnelles sur les concentrations de polluants obtenues par la section de surveillance aéroportée.
Le modèle de dispersion SYMOS97 a été développé au ČHMÚ. Il modélise la dispersion de panaches continus, neutres ou flottants provenant de sources ponctuelles, surfaciques ou linéaires uniques ou multiples. Il peut gérer des terrains complexes et peut également être utilisé pour simuler la dispersion des panaches des tours de refroidissement.